# 山武成東インターチェンジ
山武成東インターチェンジ（さんぶなるとうインターチェンジ）は、千葉県山武市矢部にある首都圏中央連絡自動車道（圏央道）のインターチェンジ。旧山武町と旧成東町から付けられた名称である。本インターにおける「山武」の読みが現所在地の山武市（さんむし）とは異なっているのは、直接の由来となった旧山武町の読みが「さんぶ」であったためである。

## 歴史
- 1998年（平成10年）3月30日：千葉東金道路・東金IC - 松尾横芝IC間開通に伴い、供用開始[1]。
- 2013年（平成25年）4月27日：首都圏中央連絡自動車道（圏央道）・東金IC/JCT - 木更津東IC間開通に伴い、松尾横芝IC - 東金IC/JCT間を「圏央道」に路線名称を変更[2][3][4]。これに伴い、IC番号を7から94に変更[要出典]。

## 周辺
- 日向駅 （JR東日本・総武本線）
- 成東駅 （JR東日本・総武本線/東金線）

## 接続する道路
- 直接接続
  - C4首都圏中央連絡自動車道(94番)
  - 千葉県道76号成東酒々井線

## 隣
C4 首都圏中央連絡自動車道
(93)松尾横芝IC/JCT - 山武PA（検討中） - (94)山武成東IC - (100)東金JCT/(101)東金IC